# Queens Zoo
Koordinaten: 40° 44′ 37,5″ N, 73° 50′ 54,9″ W
Der Queens Zoo ist ein Zoo in New York City. Er liegt im Flushing-Meadows-Park und wird von der Wildlife Conservation Society (WCS) verwaltet.

## Geschichte
Der Queens Zoo wurde im Jahr 1968 auf dem Gelände der Weltausstellung 1964 mit den Namen Flushing Meadow Zoo eröffnet. Anfangs wurde er vom NYC Department of Parks and Recreation verwaltet. 1988 wurde eine Partnerschaft mit der WCS eingegangen, die zu einer vier Jahre langen Renovierung führte. Am 25. Juni 1992 fand die Wiedereröffnung statt, unter dem neuen Namen Queens Zoo und von der WCS verwaltet.

## Tiere
Der Zoo ist auf Tierarten des Amerikanischen Kontinents fokussiert. Der Bereich Wild Side, der ausschließlich aus Freiluftgehegen besteht, ist entlang eines Rundwegs angeordnet. Andere Anlagen sind ein Seelöwen-Becken, eine Voliere und ein Streichelzoo.
Der Queens Zoo ist Teil der Association of Zoos and Aquariums. In dem Zoo wurden bisher drei Brillenbären geboren und über 4000 Kaulquappen der vom Aussterben bedrohten Krötenart Peltophryne lemur in Puerto Rico ausgewildert. Ein anderer Erfolg ist die Zucht und Wiedereinführung der Neuengland-Baumwollschwanzkaninchen. Dieses Projekt wurde zusammen mit dem Roger Williams Park Zoo durchgeführt.

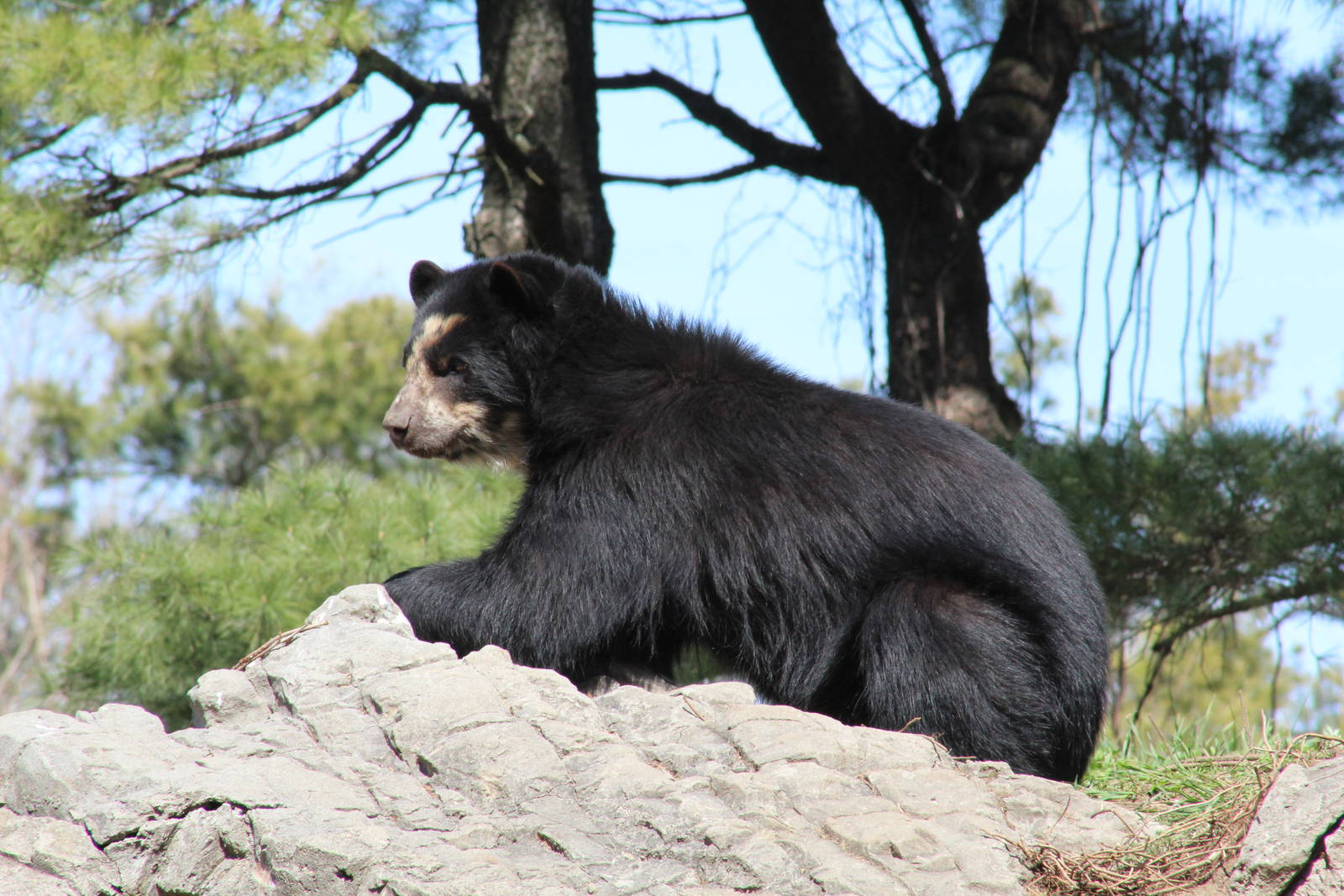
Brillenbärweibchen im Queens Zoo

Die Gehege entlang des Rundwegs enthalten Tiere der gemäßigten Gebiete Nord- und Südamerikas, die bemerkenswertesten sind Brillenbären, Kanadische Luchse, Arasittiche, Königsgeier, Bisons, Pumas, Südpudus, Gabelböcke, Weißkopfseeadler, Roosevelt-Wapitis und Chaco-Pekaris. Ein großer Teich enthält Rotwangen-Schmuckschildkröten und viele Wasservögel, u. a. Schellenten, Brautenten, Bindenruderenten, Stockenten, Kappensäger, Rotkopfenten und Trompeterschwäne. In einem anderen Teich werden Mississippi-Alligatoren gehalten.
Als Grundgerüst für die Voliere dient eine ehemalige Struktur der Weltausstellung. Die Geodätische Kuppel wurde mit einem Netz versehen und enthält exotische und einheimische Vögel. Die Anlage beherbergt Kanadakraniche, Kuhreiher, Nachtreiher, Gelbbrustaras, Grünflügelaras, Mönchssittiche, Sonnensittiche und Brautenten. Die Voliere ist nicht beheizt, daher sind die tropischen Arten im Winter nicht zu beobachten.
Der Streichelzoo liegt getrennt an der südwestlichen Seite des Zoos. Hier werden Nutztierrassen aus aller Welt gehalten, u. a. Kühe, Ziegen, Schafe, Alpakas, Schweine, Gänse und Pferde.